# Matthaeus Schweitzer
Matthaeus Schweitzer (geboren vermutlich im 16. Jahrhundert; gestorben 9. September 1574) war ein österreichischer Zisterzienser. Von 1568 bis 1574 amtierte er als 47. Abt des Klosters Wilhering.

## Leben
Nachdem Vorgängerabt Martin Gottfried am 27. September 1560 verstorben war, diente zunächst Michael Gewolf, Abt des Klosters Engelszell, als Administrator im Kloster Wilhering und nach dessen Tod am 21. Mai 1562 nachfolgend Prior Matthaeus Schweitzer. Kaiser Maximilian ernannte ihn am 8. September 1568 zum neuen Abt des Klosters Wilhering, die Konfirmation erfolgte am 3. April 1572. Nach seinem Tod am 9. September 1574 wurde Johann II. Hammerschmied am 9. Dezember 1574 als sein Nachfolger zum Abt des Stifts Wilhering gewählt.